# Tre Valli Varesine 1965
La Tre Valli Varesine 1965, quarantacinquesima edizione della corsa, si svolse il 14 agosto 1965 su un percorso di 274,4 km. La vittoria fu appannaggio dell'italiano Gianni Motta, che completò il percorso in 7h16'30", precedendo i connazionali Michele Dancelli e Felice Gimondi.
Sul traguardo di Varese 44 ciclisti, sui 120 partiti dalla medesima località, portarono a termine la competizione.

## Ordine d'arrivo (Top 10)
| Pos. | Corridore         | Squadra           | Tempo    |
| ---- | ----------------- | ----------------- | -------- |
| 1    | Gianni Motta      | Molteni           | 7h16'30" |
| 2    | Michele Dancelli  | Molteni           | s.t.     |
| 3    | Felice Gimondi    | Salvarani         | s.t.     |
| 4    | Italo Zilioli     | Sanson            | s.t.     |
| 5    | Franco Cribiori   | Ignis             | a 24"    |
| 6    | Bruno Mealli      | Bianchi-Mobylette | a 34"    |
| 7    | Franco Balmamion  | Sanson            | a 50"    |
| 8    | Adriano Passuello | Ignis             | s.t.     |
| 9    | Vito Taccone      | Salvarani         | a 2'03"  |
| 10   | Carmine Preziosi  | Pelforth-Sauvage  | s.t.     |